# Обрушение моста в Балтиморе
Обрушение моста в Балтиморе произошло 26 марта 2024 года в половине второго ночи по местному времени. После того, как контейнеровоз «MV Dali» врезался в одну из опор моста Фрэнсиса Скотта Ки, его основные пролёты полностью разрушились, обломки блокировали морской порт Балтимора.
Из реки были извлечены два человека; один отказался от медицинской помощи, а другой был доставлен в больницу в критическом состоянии. Сообщается, что шесть членов строительной бригады, работавшей на проезжей части, пропали без вести и предположительно погибли. В среду 27 марта водолазы подняли на поверхность тела двух рабочих, которые находились в пикапе, упавшем в воду после столкновения грузового судна с мостом.

## Место происшествия
Мост имени Фрэнсиса Скотта Ки, первоначально переход Внешней гавани, представлял собой стальной арочный сплошной стропильный мост с непрерывными/неразрывными фермами. Он открылся в 1977 году и пролегал на северо-восток от Хокинс-Пойнт в Балтиморе до Соллерс-Пойнт в Дандолке, пересекая реку Патапско, жизненно важный морской маршрут в порту Балтимора, и один из самых загруженных в США. В 2023 году порт обслужил более 444 000 пассажиров и 52,3 миллиона тонн иностранных грузов на сумму 80 миллиардов долларов.
По мосту длиной 2,6 км проходили четыре полосы межштатной автомагистрали 695, кольцевой дороги вокруг Балтимора, по две в каждом направлении, по которой ежедневно проезжало около 34 000 автомобилей.
Глубина основного судоходного канала под мостом оценивалась в 15 м, а диаграммы Национального управления океанических и атмосферных исследований (NOAA) показывают, что глубина у опор моста составляет примерно 9,1 м. NOAA сообщило, что во время обрушения температура воды составляла 8 °C.
14 мая 2024 года специалисты провели управляемый снос последнего оставшегося пролёта обрушившегося моста в Балтиморе. Операция дала возможность вызволить контейнеровоз и восстановить движение через порт.

## Судно
MV «Dali» — контейнеровоз под флагом Сингапура, построенный в 2015 году, длиной 980 футов (300 м), шириной 157 футов (48 м) и осадкой 40 футов (12,2 м). Зарегистрированный в Сингапуре и принадлежащий греческой судоходной компании, «Dali» ранее путешествовал из Панамы в США и прибыл в Нью-Йорк 19 марта 2024 года. Затем он отправился к Международным воротам Виргинии в Портсмуте, перед отбытием в Балтимор 22 марта и прибытием туда 23 марта. Компания Maersk зафрахтовала судно с момента его доставки в начале 2015 года. 21 член экипажа контейнеровоза были гражданами Индии и 1 Шри-Ланки, его вели два местных лоцмана.
До 14 мая 2024 года судно стояло, застрявшее среди обломков.
- Контейнеровоз "Dali" в порту Роттердама в 2017 году
- Контейнеровоз "Dali" с фермами моста 27 марта 2024 года
- Контейнеровоз с фермами моста 27 марта 2024 года

## Ход событий

### Отказ двигателя
«Dali» покинул порт Балтимора в 00:44 по восточному времени (04:44 по всемирному координированному времени) 26 марта 2024 года, направляясь в Коломбо, Шри-Ланка. Незадолго до 01:30 (05:30 UTC) корабль объявил сигнал тревоги, уведомив Министерство транспорта штата Мэриленд о том, что они потеряли контроль над судном и произошла аллисия (столкновение со стационарным объектом). Дальнейшее движение транспорта по мосту было остановлено. Было замечено, что огни корабля погасли и загорелись снова через несколько мгновений, а затем снова погасли, а также был замечен дым, идущий из трубы корабля.

### Столкновение
В 01:28 корабль на скорости 8 узлов (15 км/ч) врезался в опорную колонну моста под его металлической фермой и в юго-западном конце самого большого пролёта. Удар и частичное обрушение моста были зафиксированы на видео. Данные AIS показывают, что судно двигалось со скоростью 8,7 узла (16,1 км/ч) в 01:25, а затем покинуло канал и замедлилось до 6,8 узла (12,6 км/ч) к моменту столкновения двумя минутами позже.
Через несколько секунд после столкновения мост развалился в нескольких местах, оставив выступающие из воды участки и отрезанные подходы к проезжей части. Часть моста остановилась на кончике носа «Dali». В момент обрушения на мосту находилось несколько транспортных средств, хотя внутри них никого не было. Пол Видефельд, министр транспорта Мэриленда, сообщил, что рабочие чинили выбоины на мосту во время обрушения.
Звонки в службу экстренной помощи 911 начали поступать в 01:30. Полицейское управление Балтимора было извещено об обрушении в 01:35. Были начаты масштабные спасательные и восстановительные работы. Береговая охрана США задействовала лодки и вертолёт в рамках спасательных работ. На поиски людей, упавших в реку, также были отправлены водолазы-спасатели. Всего в спасательных операциях было задействовано 50 водолазов, разделённых на восемь команд.

### Повреждения моста
Столкновение с юго-западной главной опорой разрушило её, обрушив весь основной пролёт моста. Поскольку для сохранения целостности непрерывному ферменному мосту необходимо опираться на свою общую структуру, то когда южный и центральный пролёты (справа и слева от повреждённой колонны) рухнули, вскоре последовало обрушение северного пролёта. Вся последовательность отказов занимала секунды, и в течение 30 секунд вся центральная часть моста упала в реку. Было установлено, что мост соответствовал нормам до обрушения. Эксперты заявили, что мост имел защиту опор от столкновения, но её оказалось недостаточно.

### Повреждения корабля
После столкновения несколько контейнеров упало в воду, корабль получил пробоину выше ватерлинии и остался пронзённым остатками опоры моста. Тем не менее, судно остается водонепроницаемым, и судоходная компания заявила, что после инцидента непосредственно с корабля загрязнения воды не было. Тринадцать поврежденных транспортных контейнеров с потенциально опасными материалами осматриваются командой береговой охраны.

## Жертвы и пострадавшие
На пресс-конференции в 06:30 по восточному времени начальник пожарной охраны Балтимора Джеймс Уоллес заявил, что из реки были спасены по меньшей мере два человека, один из которых отказался от лечения, а другой был доставлен в больницу с шоковой травмой и вскоре выписан. Шесть человек — все члены строительной бригады, работавшей на мосту — были объявлены пропавшими без вести и считаются погибшими после приостановки поисковой операции Береговой охраны США. Некоторые из них были идентифицированы как граждане Гватемалы, Гондураса и Мексики.
Шеф Уоллес также сообщил, что гидролокатор обнаружил затопленные транспортные средства в реке, добавив, что службы экстренной помощи также используют дроны и инфракрасные технологии в поисковых усилиях. Около 10:55 Уоллес подтвердил, что пять транспортных средств на русле реки были отмечены с помощью инфракрасной технологии и гидролокатора бокового обзора.
Synergy Marine Group, которая управляет «Dali», первоначально заявила, что экипаж корабля не получил никаких травм. Позже выяснилось, что один член экипажа был госпитализирован с лёгкой травмой.

## Расследование
Национальный совет по безопасности на транспорте (NTSB) объявил, что начал расследование и направил на место команду. Федеральное бюро расследований также было направлено на место происшествия, но заявило, что версии терроризма не рассматриваются.
Сингапурское бюро расследований транспортной безопасности и Управление морского и портового управления (MPA) заявили, что их сотрудники направились в Балтимор для оказания помощи в расследованиях. Последний орган заявил, что обратился за поддержкой к NTSB, береговой охране и Управлению морской безопасности. По данным MPA, в 2023 году «Dali» прошёл две инспекции. Первая проверка была завершена в июне в Сан-Антонио, где был отремонтирован датчик давления топлива. Вторая проверка, проведённая в сентябре береговой охраной Нью-Йорка, не выявила никаких проблем.
ABC News, ссылаясь на данные разведки, сообщил что корабль «потерял тягу» при выходе из порта, при этом экипаж судна уведомил власти Мэриленда, что утратил контроль над судном.
ФБР открыло уголовное расследование по факту обрушения моста.

## Последствия
Министр транспорта США Пит Буттиджич заявил, что он связался с губернатором Мэриленда Уэсом Муром и мэром Балтимора Брэндоном Скоттом, чтобы предложить поддержку ведомства и порекомендовать водителям следовать объездными маршрутами. Вскоре после этого Мур объявил чрезвычайное положение, и Видефельд приказал приостановить все перевозки в и из порта Балтимора до дальнейшего уведомления (автомобильные перевозки оставались в рабочем состоянии). Stellantis и General Motors опубликовали заявления, в которых говорилось, что они планируют перенаправить импорт автомобилей в другие порты, а Toyota сообщила, что это может повлиять на часть их экспорта.
В результате обрушения моста по состоянию на 26 марта 2024 года закрыта трасса I-695 (Мэриленд) между развязками MD 710 и MD 157. Движение транспорта направлено в объезд по шоссе I-95 и I-895, которые пересекают гавань Балтимора соответственно в туннелях Форт-Макгенри и Балтимор-Харбор; транспортные средства, перевозящие опасные грузы, не допускаются в оба туннеля. Транспортные средства с опасными грузами и транспортные средства, превышающие вертикальные просветы туннелей, обходят западный участок I-695. Автомобилистам даже из Виргинии были выданы предупреждения о задержках движения, вызванных обрушением моста. Обрушение также заблокировало морской доступ к порту Балтимора и заблокировало несколько судов внутри гавани.
В 04:09 по восточному времени (08:09 по всемирному координированному времени) Федеральное управление гражданской авиации объявило о временном ограничении полётов в районе обрушения моста, которое вступит в силу с 04:15 (08:15 по всемирному координированному времени), а также будет распространяться на дроны. Президент Джо Байден также был проинформирован о катастрофе. Позже в тот же день в своем обращении Байден заявил, что попросит Конгресс профинансировать реконструкцию моста.
Акции Maersk, зафрахтовавшей судно, упали примерно на 2 % на открытии торгов на Nasdaq Copenhagen 26 марта. В 11:28 руководители Maersk заявили, что компания приостанавливает все рейсы в Балтимор в обозримом будущем.
В начале апреля судовладелец Grace Ocean Private Ltd. и управляющая судном Synergy Marine из Сингапура подали в окружной суд США ходатайство об ограничении своей ответственности 43,7 млн долл. на основе закона 1851 года, который позволяет судовладельцу ограничивать финансовый ущерб в основном стоимостью судна после крушения, если установлено, что владелец не виновен.
По данным экспертов, восстановление разрушенного моста может потребовать от 18 месяцев до нескольких лет и обойтись от $400 млн до $1 млрд.
В закрытом порту Балтимора работает около 8 тысяч человек, получающих ежедневно зарплаты в $2 млн, а объём контейнеров, перемещаемых туда ежемесячно, достигает 600−700 тысяч тонн. До обрушения моста через порт Балтимора ежедневно проходило товаров на сумму от $100 до $200 млн, и этот порт был крупнейшим в Америке по перевалке импортных транспортных средств. Местная экономика от простоя порта из-за аварии уже потеряла грузы на сумму до $800 млн. Кроме того Минтранс США оценил ежедневный убыток от ЧП в размере до $200 млн.